# Gemeentehuis van Hooglede

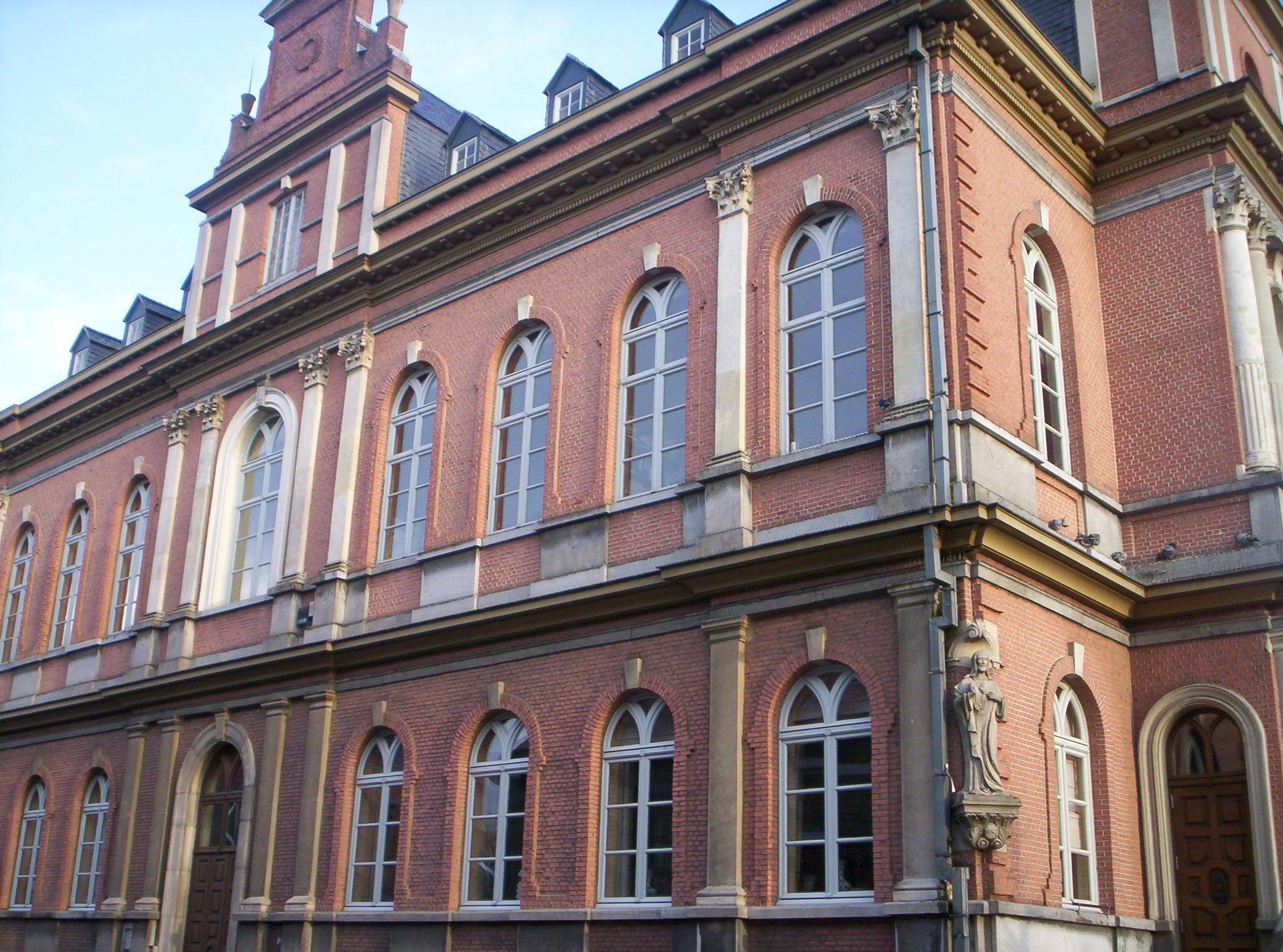
Voorzijde van het gemeentehuis

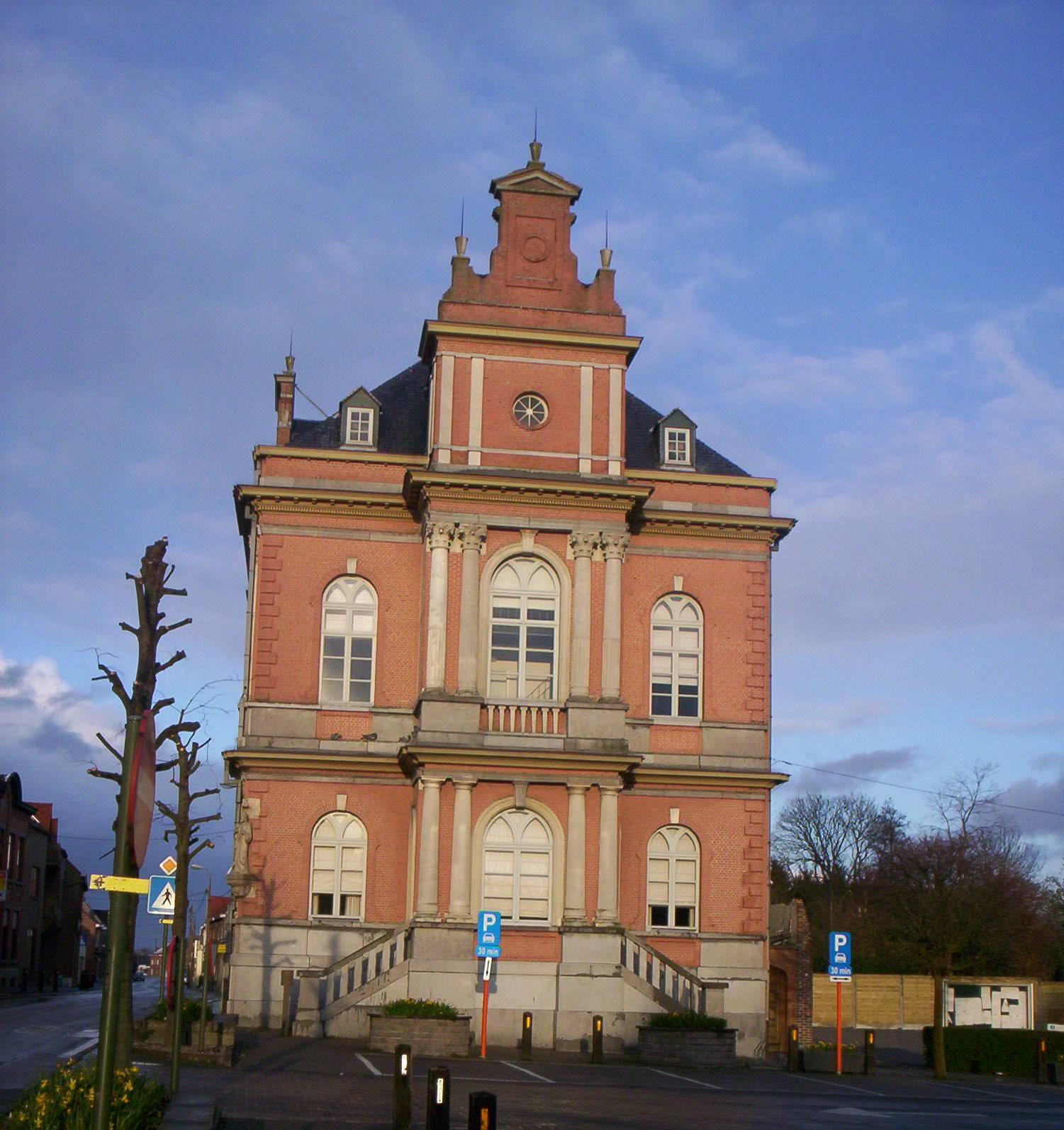
Gevel aan marktzijde

Het gemeentehuis van Hooglede is een neoclassicistisch gemeentehuis in het centrum van het Belgische dorp Hooglede. Het gebouw dateert uit de 19e eeuw, maar werd door oorlogsomstandigheden regelmatig hersteld. Het is beschermd als monument. Tot 1969 werden er zowel administratie zaken als vrederechtelijke zaken uitgevoerd; nu dient het gebouw ten volle als gemeentehuis.

## Geschiedenis
Het gemeentehuis van Hooglede bevindt zich op het adres de Marktplaats 1. Het is een neoclassicistisch gebouw uit de 19e eeuw naar een ontwerp van Jacques Vanden Broucke.
Tijdens de Eerste Wereldoorlog werd het gebouw sterk beschadigd. In de periode van 1920-1923 werden er herstellingen doorgevoerd naar ontwerp van Van Collie uit Roeselare. Ook tijdens de Tweede Wereldoorlog werd het pand niet gespaard. De schade aan het gebouw werd in 1951 hersteld. In 1979 verwijderde men onder andere de puitrappen omwille van de verkeersveiligheid. In 1981 klasseerde men het gebouw als een monument. Op 1 september 1992 startte men met restauratie- en renovatiewerken aan het gemeentehuis. Toen de werken klaar waren in 1995, werd het pand plechtig ingehuldigd.

## Architectuur
Het in baksteen opgetrokken gemeentehuis drukt zijn stempel op het aangrenzende marktplein. Aan de kant van het marktplein is te zien dat het gebouw een verschillende tweedeling vertoont. Onderaan bevinden zich Toscaanse en bovenaan Korinthische zuilen.
De ingang, waar oorspronkelijk een trap stond, is rondbogig en omlijst met simili-natuursteen. Op de hoek van de voorgevel is er een nis met daarin een Christusbeeld.